# Jamkóweczka cytrynowa
Jamkóweczka cytrynowa (Flaviporus citrinellus (Niemelä & Ryvarden) Ginns) – gatunek grzybów należący do rodziny ząbkowcowatych (Steccherinaceae).

## Systematyka i nazewnictwo
Pozycja w klasyfikacji według Index Fungorum: Antrodiella, Steccherinaceae, Polyporales, Incertae sedis, Agaricomycetes, Agaricomycotina, Basidiomycota, Fungi.
Po raz pierwszy opisali go w 1983 r. Tuomo Niemelä i Leif Ryvarden, nadając mu nazwę Antrodiella citrinella. W 1984 r. James Herbert Ginns przeniósł go do rodzaju Flaviporus.
Polską nazwę zaproponował Władysław Wojewoda w 2003 r. (dla synonimu Antrodiella citrinella). Jest niespójna z aktualną nazwą naukową.

## Morfologia
Owocnik
Poliporoidalny, jednoroczny, rozpostarty lub bardzo wąsko odgięty, przyrośnięty, 2–7 × 1–2 cm, w stanie świeżym elastyczny i twardy, w stanie suchym korkowaty. Kapelusz, gdy występuje, wystaje do 2 mm, jego górna powierzchnia jest matowa, aksamitna, słomkowa, brzeg ostro ograniczony. Powierzchnia porów blada do jasno cytrynowożółtej, w stanie suchym nieco blednąca. Pory okrągłe, kilka lekko wydłużonych, 3–4 (5) na mm. Ściany porów drobno ząbkowane. Kontekst twardo-włóknisty, biały do słomkowego, o grubości 0,5 mm, warstwa rurek o grubości 1 mm, tego samego koloru co kontekst.
Cechy mikroskopowe
System strzępkowy dimityczny. Strzępki generatywne ze sprzążkami, o szerokości 2–4 μm. Dominują strzępki szkieletowe grubościenne lub lite, bez przegród, o szerokości 2–5 μm i z wyraźnym światłem w odczynniku Melzera. W hymenium brak cystyd i innych płonnych elementów. Podstawki 10–12 × 4–5 μm, maczugowate, z czterema sterygmami i sprzążkami bazalnymi. Bazydiospory 3–3,5 × 2–2,5 μm, szkliste, prawie kuliste, gładkie, cienkościenne, w odczynniku Melzera nieamyloidalne, z dużą gutulą.

## Występowanie i siedlisko
Podano stanowiska głównie w Europie, poza nią nieliczne w Ameryce Północnej i Azji. W Polsce do 2003 r. podano dwa stanowiska: w Babiogórskim i Świętokrzyskim Parku Narodowym, w późniejszych latach podano wiele nowych stanowisk.
Nadrzewny grzyb saprotroficzny. Podano jego stanowiska na świerkach i jodłach, często na owocnikach lub w pobliżu owocników pniarka obrzeżonego (Fomitopsis pinicola), jeden raz na owocniku hubiaka pospolitego (Fomes fomentarius) rosnącym na brzozie. Preferuje wilgotne, bagienne miejsca w zacienionych lasach świerkowych.